# أزرق الكريزيل اللامع
أزرق الكريزيل اللامع هو مركب له الصيغة ZnC34H40Cl4N6O2 . وهو عبارة عن صبغة.